# Drosophila jambulina
Drosophila jambulina är en tvåvingeart som beskrevs av Parshad och Paika 1965. Drosophila jambulina ingår i släktet Drosophila och familjen daggflugor.
Artens utbredningsområde är Sydostasien från Taiwan till Indien och möjligtvis så långt söderut som Australien.